# Odile van Aanholt
Odile van Aanholt (Willemstad, Curazao, 14 de enero de 1998) es una deportista neerlandesa que compite en vela en la clase 49er FX.
Participó en los Juegos Olímpicos de París 2024, obteniendo una medalla de oro en la clase 49er FX (junto con Annette Duetz).
Ganó cuatro medallas en el Campeonato Mundial de 49er entre los años 2021 y 2024, y dos medallas de oro en el Campeonato Europeo de 49er, en los años 2021 y 2022.

## Palmarés internacional
| \| Juegos Olímpicos \| Juegos Olímpicos \| Juegos Olímpicos \| Juegos Olímpicos \| \| Año \| Lugar \| Medalla \| Clase \| \| ------------------ \| -------------------------- \| ---------------- \| ---------------- \| \| 2024 \| París (Francia) \| Medalla de oro \| 49er FX \| \| Campeonato Mundial \| \| \| \| \| Año \| Lugar \| Medalla \| Clase \| \| 2021 \| Al Musanah (Omán) \| Medalla de oro \| 49er FX \| \| 2022 \| St. Margarets Bay (Canadá) \| Medalla de oro \| 49er FX \| \| 2023 \| La Haya (Países Bajos) \| Medalla de plata \| 49er FX \| \| 2024 \| Lanzarote (España) \| Medalla de oro \| 49er FX \| \| Campeonato Europeo \| \| \| \| \| Año \| Lugar \| Medalla \| Clase \| \| 2021 \| Salónica (Grecia) \| Medalla de oro \| 49er FX \| \| 2022 \| Aarhus (Dinamarca) \| Medalla de oro \| 49er FX \| |                            |                  |         |
| Juegos Olímpicos |                            |                  |         |
| Año | Lugar                      | Medalla          | Clase   |
| 2024 | París (Francia)            | Medalla de oro   | 49er FX |
| Campeonato Mundial |                            |                  |         |
| Año | Lugar                      | Medalla          | Clase   |
| 2021 | Al Musanah (Omán)          | Medalla de oro   | 49er FX |
| 2022 | St. Margarets Bay (Canadá) | Medalla de oro   | 49er FX |
| 2023 | La Haya (Países Bajos)     | Medalla de plata | 49er FX |
| 2024 | Lanzarote (España)         | Medalla de oro   | 49er FX |
| Campeonato Europeo |                            |                  |         |
| Año | Lugar                      | Medalla          | Clase   |
| 2021 | Salónica (Grecia)          | Medalla de oro   | 49er FX |
| 2022 | Aarhus (Dinamarca)         | Medalla de oro   | 49er FX |